# 16217 Пітербротон
16217 Пітербротон (16217 Peterbroughton) — астероїд головного поясу, відкритий 28 лютого 2000 року.
Тіссеранів параметр щодо Юпітера — 3,402.